# Теорема Мойза
Теорема Мойза утверждает, что любое топологическое трехмерное многообразие имеет единственную кусочно-линейную структуру и гладкую структуру с точностью до эквивалентности.
Доказана Эдвином Мойзом.
Аналог теоремы Мойза в размерностях 4 и выше неверен: существуют топологические 4-многообразия без кусочно-линейных структур и другие с бесконечным числом неэквивалентных структур.